# Gná
Gná é, na mitologia nórdica, uma das três sirvientas de Frigg, junto com Fulla e Hlin.
Ela é a que cuida dos assuntos de Frigg ao redor do mundo. Provavelmente está é a razão pela qual tem um cavalo chamado Hofvarpnir, que é capaz de mover se através do ar.
É uma das quatorze deusas descritas por Snorri Sturluson.
Conhecida como a “Mensageira de Frigga”, Gna representa o poder divino que transcende todos os mundos. Ela era uma das doze acompanhantes de Frigga e sua tarefa era observar e relatar à deusa tudo o que se passava nos Nove Mundos. Gna sobrevoa a terra e o mar, cavalgando um corcel alado, e se apresentava como uma mulher forte e radiante. Seu no me era sinônimo de “mulher” e derivava de ganaha — que significava abundância (atributo também de Fulla, outra das auxiliares ou dos aspectos de Frigga).
Seu mito relata como ajudava os casais que queriam ter filhos, levando seus pedidos para Frigga e depois jogando uma maçã no colo do marido, que devia comê-la de maneira ritual, junto com a esposa.
O simbolismo mais sutil de Gna aponta para a liberdade interior que pode ser alcançada por todos aqueles que se elevam acima das limitações mentais, materiais, existenciais ou conceituais. Ela representa o poder da oração que alcança a Deusa e que resulta em sua ajuda aos pedidos sinceros dos necessitados. É por intermédio de Gna que podemos nos conectar com a Deusa e receber suas mensagens e orientações.
Para honrá-la, não se deve somente reverenciá-la no refúgio do próprio lar, mas levar suas palavras, imagens e ensinamentos ao mundo, para despertar e ajudar os outros, e assim elevar suas consciências. Se Frigga for colocada no centro do altar ou círculo sagrado, pode- se pedir a Gna que ajude nos deslocamentos e atividades, indo além do hábitat costumeiro, e que ensine a sobrevoar os tumultos da realidade, alçando vôo para as alturas do espírito.